# Joomla
Joomla, i marknadsföringssyfte skrivet Joomla! är ett innehållshanteringssystem med öppen källkod utvecklat i en MVC-modell i ett eget utvecklingsramverk med PHP för publicering av innehåll på webben med hjälp av databashanterarna MySQL, PostgreSQL och MSSQL.
Joomla distribueras som fri programvara med öppen källkod under licensen GNU General Public License. Uppdateringar sköts av ett stort antal utvecklare med en ny utgåva varje månad.

## Historia
Namnet Joomla kommer från det swahiliska namnet jumla, och betyder "alla tillsammans". Den första versionen 1.0.x 2005 var baserad på innehållshanteringssystemet Mambo som släpptes 2002. Mambo hade snart flera tusen utvecklare och användare, vilket gjorde att företaget som hade utvecklat Mambo, Miro International, beslöt sig för att varumärkesskydda produkten för att skydda sina intressen.
Utvecklarna beslöt sig för att starta ett nytt projekt, OpenSourceMatters.Org och genom detta samordnades projektet som senare skulle komma att kallas Joomla. Den första versionen av Joomla lanserades i september 2005, och var nästan identisk med Mambos senaste version. De stora ändringarna var säkerhetsrelaterade felrättningar. Ändringarna stödde Mambos mallar och insticksmoduler. Därefter inleddes det omfattande arbetet att skriva om hela produkten till PHP5. Den första omarbetade versionen som kallades Joomla 1.5 släpptes i oktober 2007.

## Distribution
Joomla kan installeras på både Linux- och Windowsbaserade system på webbhotell som kör en webbserver med stöd för PHP. 
Applikationen kan på bägge operativsystems plattformar installeras manuellt från källkod eller enklare med hjälp av ett pakethanteringssystem.
På Linux: med hjälp av Turnkey Joomla appliance som innehåller applikation och alla dess beroendeförhållande som ett färdigt system.
På Microsoft-plattformen: med hjälp av Microsoft Web Platform Installer på Windows och IIS. Microsoft Web Platform Installer kommer automatiskt att upptäcka eventuella saknade beroenden som exempelvis PHP eller MySQL och installera och konfigurera dessa innan den installerar Joomla.
Många webbhotell tillhandahåller en kontrollpanel som automatiserar molntjänstinstallation av en grundläggande Joomla-webbplats. Man kan därefter i Joomlas kontrollpanel direkt installera olika typer av appar som anpassar systemet efter olika typer av behov. Joomla kan sätta upp olika roller och rättighetskontroller för användare och olika personer kan med ett ACL-system ändra sidans utseende.